# Park w Łuczanowicach
Park w Łuczanowicach – park w Krakowie, w dzielnicy XVII Wzgórza Krzesławickie, położony między ulicami: Andrzeja Mycielskiego, Ludwika Hieronima Morstina, Lasowisko, wpisany do rejestru zabytków nieruchomych województwa małopolskiego.
Należy do parków dworskich. Zajmuje obszar 4,60 hektara. Otacza dwór zaprojektowany w 1902 przez Tadeusza Stryjeńskiego dla hr. Władysława Mycielskiego. Zespół pałacowo-parkowy został wpisany 26 listopada 1980 do rejestru zabytków miasta Krakowa pod nr A-604.
Zespół dworski był pierwotnie otoczony parkiem w stylu angielskim. Na jego terenie znajdowały się dwa stawy zasilane przez wody potoku Łucjanówka. Jeden ze stawów został zasypany. Drugi jest bardzo zaniedbany. Zbiorniki wodne stanowią miejsce występowania chronionych gatunków płazów, m.in.: żaby trawnej, żaby moczarowej, traszki. Ponadto park stanowi miejsce występowania innych gatunków zwierząt objętych ochroną prawną, m.in.: dzięciołów, sikorek i kosów, można tam spotkać również wiewiórki, kuny, zające. W parku występują resztki starodrzewu. Zadrzewienia parkowe składają się z następujących gatunków: robinia akacjowa, lipa drobnolistna, świerk kłujący, bez czarny, dereń jadalny, sosna pospolita, dęby oraz rośliny egzotyczne.